# شهرستان فرانتناک
شهرستان فرانتناک (به انگلیسی: Frontenac County) یک شهرستان در کانادا است که در انتاریو واقع شده‌است.

## خصوصیات
شهرستان فرانتناک ۱۴۹٬۷۳۸ نفر جمعیت دارد.